# Кётен
Кётен (Köthenо файле (Anhalt)) — город, расположенный в земле Саксония-Анхальт, недалеко от Галле, бывший административный центр одноименного района.
Входит в состав района Анхальт-Биттерфельд. Население составляет 28 243 человека (на 31 декабря 2010 года). Занимает площадь 78,42 км². Официальный код — 15 1 59 023.

## География
Кётен находится между Магдебургом и Галле, западнее Дессау и восточнее Бернбурга. Через Кётен протекает река Ците.

### Климат
| Показатель                      | Янв.  | Фев.  | Март  | Апр. | Май  | Июнь | Июль | Авг. | Сен. | Окт. | Нояб. | Дек.  |
| ------------------------------- | ----- | ----- | ----- | ---- | ---- | ---- | ---- | ---- | ---- | ---- | ----- | ----- |
| Абсолютный максимум, °C         | 15,2  | 17,0  | 24,4  | 31,1 | 33,1 | 35,1 | 37,8 | 36,9 | 32,9 | 26,4 | 19,6  | 15,2  |
| Средний максимум, °C            | 3,5   | 5,5   | 9,7   | 15,2 | 20,0 | 23,0 | 25,4 | 25,0 | 20,3 | 14,5 | 8,2   | 4,5   |
| Средняя температура, °C         | 0,8   | 2,1   | 5,4   | 9,7  | 14,3 | 17,3 | 19,7 | 19,2 | 15,2 | 10,3 | 5,3   | 1,9   |
| Средний минимум, °C             | −2    | −1,2  | 1,1   | 4,2  | 8,5  | 11,6 | 13,9 | 13,4 | 10,0 | 6,0  | 2,3   | −0,7  |
| Абсолютный минимум, °C          | −26,5 | −22,7 | −11,9 | −4,9 | 0,6  | 2,0  | 6,6  | 6,6  | 1,0  | −5,6 | −13,6 | −20,2 |
| Норма осадков, мм               | 36,9  | 27,7  | 35,8  | 33,6 | 55,0 | 56,1 | 68,2 | 54,3 | 46,8 | 35,1 | 42,3  | 42,8  |
| Источник: Погода и климат Кётен |       |       |       |      |      |      |      |      |      |      |       |       |

## История
Впервые Кётен упоминается в 1115 году. В 1280 г. (возможно, ранее) вокруг города была воздвигнута городская стена. В 1951-1992 гг. на окраине Кётена располагался гарнизон Группы советских войск в Германии - Западной группы войск.

## Образование и наука

### Высшие учебные заведения
Университет Анхальт

### Проф.школы
- Berufsbildende Schulen Köthen

### Гимназии
- Ludwigsgymnasium

### Школы
- начальная школа «Regenbogenschule»
- начальная школа «Kastanienschule»
- начальная школа «Johann Friedrich Naumann»
- начальная школа «Evangelische Grundschule»

### Дошкольные учебные заведения
- ясли
- детские сады:
  - «Am Stadion»
  - «Buratino»
  - «Löwenzahn»
  - «Max und Moritz»
  - «Pinocchio»
  - «Spielkiste»
  - «Waldfrieden»

## Демография
Официальный источник: Stadt Köthen
| - 1391 — 1.190 - 1577 — 1.340 - 1612 — 1.840 - 1800 — ~5.000 - 1818 — 6.035 - 1848 — 7.637 - 1871 — 13.564 - 1890 — 18.215 - 1900 — 22.092 - 1910 — 23.410 - 1914 — 23.099 - 1918 — 19.684 - 1928 — 26.684 | - 1940 — 34.605 - 1946 — 42.588 - 1950 — 39.365 - 1971 — 36.624 - 1988 — 34.289 - 1990 — 33.079 - 1994 — 32.042 - 1995 — 31.732 - 2000 — 30.360 - 2003 — 29.883 - 2004 — 31.621 - 2006 — 29.519 - 2007 — 30.107 | - 2008 — 29.800 - 2009 — 29.466 - 2010 — 29.122 |

## Экономика и инфраструктура

### Предприятия региона
- Kranbau Köthen GmbH
- VKK STANDARDKESSEL Köthen GmbH
- HV Betonwerk Anhalt GmbH
- Betonwerk Hans Abel KG
- Mercateo Services GmbH
- Köthen Energie GmbH

## Известные люди
В 1717—1723 в городе жил И. С. Бах, здесь он написал свои Бранденбургские концерты и первый том Хорошо темперированного клавира.
В 1821—1835 в Кётене жил и работал Христиан Фридрих Самуэл Ганеман (нем. Christian Friedrich Samuel Hahnemann), основатель гомеопатии.

## Фотографии
- Башня
- Ратуша
- Бюст И. С. Баха